# Себастиан фон Монфор-Тетнанг
Себастиан фон Монфор-Тетнанг (на немски: Sebastian von Montfort-Tettnang; * 7 октомври 1684; † 6 февруари 1728) е граф на Монфор в Тетнанг от влиятелния и богат швабски род Монфор/Монтфорт, странична линия на пфалцграфовете на Тюбинген.

## Произход
Той е син на граф Йохан Антон I фон Монфор-Тетнанг (1635 – 1708) и първата му съпруга графиня Мария Викторина фон Шпаур и Флафон (1651 – 1688), дъщеря на граф Франц фон Шпаур и Флафон (1598 – 1652) и фрайин Мария Хелена фон Танберг. Внук е на граф Хуго XV фон Монфор-Тетнанг (1599 – 1662) и Йохана Евфросина фон Валдбург-Волфег (1596 – 1651). Баща му се жени втори път на 6 януари 1692 г. за Мария Катарина т'Серклаес, графиня фон Тили († 1774).
Сестра му Йохана Катарина фон Монфор (1678 – 1759) се омъжва на 22 ноември 1700 г. за княз Майнрад II фон Хоенцолерн-Зигмаринген (1673 – 1715), и е княгиня и регентка (1715 – 1720) на Хоенцолерн-Зигмаринген.
Себастиан умира бездетен на 43 годиини на 6 февруари 1728 г.

## Фамилия
Себастиан фон Монфорт-Тетнанг се жени на 6 юни 1718 г. в Боксмеер за принцеса Фридерика Кристиана Мария фон Хоенцолерн-Зигмаринген (* 12 ноември 1688, Радолцфел; † 14 септември 1745, Боксмеер), дъщеря на 3. княз Максимилиан I фон Хоенцолерн-Зигмаринген (1636 – 1689) и графиня Мария Клара фон Берг с'Хееренберг (1635 – 1715). Тя е сестра на княз Майнрад II фон Хоенцолерн-Зигмаринген, женен за сестра му Йохана Катарина фон Монфор. Бракът е бездетен.

## Галерия
- Старият дворец Тетнанг
- Замък Монфор в Лангенарген
- Родословно дърво на графовете фон Монфор (ок. 1575)